# Theodoros I. Komnenos Dukas

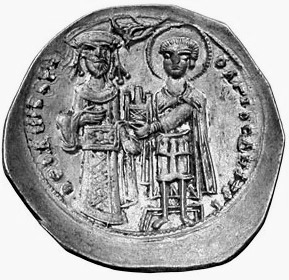
Theodor I. Komnenos Dukas als Basileus zusammen mit dem Hl. Demetrios, Patron Thessalonikis

Theodoros I. Angelos Komnenos Dukas (mittelgriechisch Θεόδωρος Ἄγγελος Κομνηνὸς Δούκας Theodōros Angelos Komnēnos Doukas, * 1180/85; † nach 1253 in nizänischer Haft) war von 1215 bis 1230 Herrscher von Epirus und zwischen 1224 und 1230 byzantinischer Gegenkaiser in Thessaloniki.

## Leben
Theodoros I. wurde zwischen 1180 und 1185 als Sohn des Sebastokrators Johannes Dukas und der Zoe Dukaina geboren. Er war ein Vetter der byzantinischen Kaiser Isaak II. Angelos und Alexios III. Angelos und Halbbruder von Michael I. Komnenos Dukas, dem Gründer des Despotats Epirus.
Nach anfänglichem Dienst bei Theodor I. Laskaris von Nikaia ging er um 1210 zu seinem Halbbruder Michael nach Epirus. Nach dessen Ermordung folgte ihm Theodoros auf den Thron. Als neuer Despot verbündete er sich mit albanischen und serbischen Stämmen und führte eine expansive Politik gegen das Königreich Thessaloniki. Er nutzte die Auseinandersetzung zwischen den Bulgaren und Thessaloniki und eroberte 1216 Makedonien und Thessalien. Der bulgarische Boljar Alexius Slaw, Despot von Melnik und Herrscher über die Rhodopen, wurde dabei Theodoros Vasall.
1217 belagerte der neue lateinische Kaiser Peter von Courtenay auf dem Weg nach Konstantinopel die adriatische Küstenstadt Durazzo erfolglos. Auf seinem weiteren Weg durch Makedonien wurde er von Theodoros festgenommen.
1220 gelang es ihm, die Festung Veria, 1221 die von Serres und Drama den Kreuzrittern abzunehmen und einen Ring um Thessaloniki aufzubauen. 1224 gelang es Theodoros schließlich, Thessaloniki einzunehmen und das lateinische Königreich Thessaloniki zu zerstören. In seiner neuen Hauptstadt wurde er 1225 oder 1227 vom autokephalen Erzbischof von Ohrid Demetrios Chomatenos als Kaiser von Thessaloniki gekrönt. Spätestens nach dieser Krönung setzte er seine ganze Herrschaft für die Restauration des Byzantinischen Reiches mit Konstantinopel als Hauptstadt ein. 1225 gelang es seinen Truppen, den Kreuzrittern weitere Festungen in Westthrakien und im Ägäisraum abzunehmen. Für die Belagerung von Adrianopel und den weiteren Kampf gegen die Kreuzritter ging Theodoros ein Bündnis mit dem mächtigen bulgarischen Zaren Iwan Assen II. ein.
Noch vor einer Belagerung Konstantinopels brach jedoch Theodoros das Bündnis und den Frieden mit den Bulgaren und marschierte mit einer großen Armee in Thrakien ein. Am 9. März 1230 kam es zur Schlacht von Klokotniza, in der Theodoros vernichtend geschlagen wurde. Theodoros selbst geriet mit seiner Familie in Gefangenschaft. Angesichts der strategischen Niederlage ließ Iwan eine Siegessäule in der Kirche der Heiligen Vierzig Märtyrer in der bulgarischen Hauptstadt aufstellen, auf der festgehalten wurde, dass das ganze Land von Adrianopel bis Durazzo (Thrakien, Makedonien und Thessalien) jetzt den Bulgaren gehöre. Die Ländereien, die nicht dem Bulgarischen Reich eingegliedert wurden, wurden unter Theodoros Brüdern Manuel Komnenos Dukas (der als bulgarischer Vasall Thessaloniki regierte) und Konstantin Komnenos Dukas (der Akarnanien regierte) sowie dem Neffen Michael II. Komnenos Dukas (der den nicht eroberten Teil von Epirus regierte) aufgeteilt.
1237 wurde Theodoros von Iwan freigelassen, der mittlerweile dessen Tochter Irene geheiratet hatte. Theodoros kehrte nach Thessaloniki zurück, setzte seinen Bruder Manuel ab, der zuvor gegen den bulgarischen Zaren rebelliert hatte, und seinen Sohn Johannes Komnenos Dukas zum Despoten von Thessaloniki ein. Nach diesen Eingriff versuchte Theodoros  die verstreuten Kräfte seiner Familien gegen den Kaiser von Nikaia Johannes III. Dukas Batatzes zu vereinigen.
Nach dem Tod von Iwan Assen II. im Jahr 1241 lud der Kaiser von Nikaia, Johannes III., Theodoros zu einer Konferenz ein, die eine gemeinsame Politik gegen die Bulgaren und Kreuzritter erarbeiten sollte. Dabei wurde Theodoros festgenommen. Anschließend begab Johannes sich mit ihm nach Thessaloniki, wo Theodoros durch Verhandlungen mit seinem Sohn erreichen konnte, dass jener die Herrschaft von Nikaia als einzige byzantinische akzeptierte. 1246 griff jedoch Johannes Thessaloniki an, setzte den jüngsten Sohn von Theodoros, Demetrios Komnenos Dukas, ab und gliederte die Stadt und das Reich dem Kaiserreich von Nikaia ein. 1252 ließ der nikäische Kaiser Theodoros wegen erneuter Sezessionsanstrebungen abermals verhaften und nach Nikaia in die Gefangenschaft bringen, wo er um 1253 starb.

## Familie
Theodoros Komnenos Dukas war mit Maria Dukaina Komnena Petraliphaina verheiratet, einer Tochter des Sebastokrators Johannes Petraliphas. Aus dieser Ehe hatte er zwei Söhne und zwei Töchter:
- Anna Komnene verheiratet mit Stefan Radoslav, König von Raszien
- Johannes Komnenos Dukas († 1244), Kaiser und Despot von Thessaloniki und Thessalien
- Irene Komnene, verheiratet mit Iwan Assen II., bulgarischer Zar
- Demetrios Komnenos Dukas (* um 1220, † nach 1246), Despot von Thessaloniki